# Ménkes-patak
A Ménkes-patak a Mátrában ered, Dorogháza településtől délre, Nógrád vármegyében, mintegy 470 méteres tengerszint feletti magasságban. A patak forrásától kezdve északi irányban halad, majd Nemtinél éri el a Zagyvát.
A Ménkes-patak vízgazdálkodási szempontból a Zagyva Vízgyűjtő-tervezési alegység működési területét képezi.

## Part menti települések
- Dorogháza
- Nemti